# Kang Dong-hui
Kang Dong-hui (강동희?; Imsil, 20 dicembre 1966) è un ex cestista e allenatore di pallacanestro sudcoreano.

## Carriera
Con la Corea del Sud ha giocato le Olimpiadi del 1996 e tre edizioni dei Mondiali: 1990, 1994 e 1998.
Dal 2009 al 2013 ha allenato i Wonju Dongbu Promy in Korean Basketball League.